# Piton Rouge (Saint-Joseph)
Pour les articles homonymes, voir Piton Rouge.
Le piton Rouge est un sommet montagneux de l'île de La Réunion, département d'outre-mer français dans le sud-ouest de l'océan Indien. Culminant à 2 368 mètres d'altitude, il est formé par un cône volcanique couronné d'un cratère à proximité de la crête du rempart de Bellecombe. Du fait de sa situation, il relève de la commune de Saint-Joseph et du cœur du parc national de La Réunion.